# Ґурське-Понікли-Сток
Ґурське-Понікли-Сток (пол. Górskie Ponikły-Stok) — село в Польщі, у гміні Рутки Замбровського повіту Підляського воєводства.
Населення — 167 осіб (2011).
У 1975-1998 роках село належало до Ломжинського воєводства.

## Демографія
Демографічна структура станом на 31 березня 2011 року:
|          | Загалом | Допрацездатний вік | Працездатний вік | Постпрацездатний вік |
| -------- | ------- | ------------------ | ---------------- | -------------------- |
| Чоловіки | 88      | 24                 | 53               | 11                   |
| Жінки    | 79      | 15                 | 50               | 14                   |
| Разом    | 167     | 39                 | 103              | 25                   |